# Рогановская старица
Рогано́вская старица (также «Озеро Рогано́вское», «Рогано́вская заводь») — озеро в Судогодском районе Владимирской области. Расположено на правобережной пойме реки Клязьмы к северо-западу от деревни Улыбышево, в 500 м к северу от деревни Коростелёво и в 500 м к западу от деревни Фрязино, на землях водного фонда.
Площадь озера — 0,07 км². Максимальная глубина — 4,5 м.

## Описание
Пойменное озеро старичного типа, вытянутое вдоль правого берега реки Клязьмы. Раньше озеро впадало в Клязьму протокой и носило название Рогановской заводи, теперь озеро соединяется с Клязьмой лишь в период половодья, поэтому сейчас водоём является старицей. Вода в озере достаточно чистая, присутствует телорез алоэвидный, но крупных скоплений не образуе.
Озеро имеет неправильную подковообразную форму с несколькими мелководными затонами и заливами. Южный залив старицы отделён от остальной части водоёма неширокой протокой и имеет собственное название — озеро Лужки. Рогановская старица соединяется небольшой мелководной протокой с Фрязинской старицей.
Название водоёма происходит от растения рогульника плавающего, которое местные называют — «роганки». Этот вид занесен в Красную книгу Владимирской области. В результате проведения мелиоративных работ в пойме Клязьмы, глубина озера значительно уменьшилась, что привело к обмелению водоёма и сильному зарастанию прибрежно-водной растительностью. В связи с этим резко снизилась численность рогульника плавающего. В 2006 году в озере уже не образовывались крупные скопления этого вида, а в 2010 году, водяной орех в был обнаружен лишь в северо-западной части озера, в количестве нескольких десятков экземпляров.
Юго-восточный берег довольно высокий, на нём расположена дубовая роща. Северный берег низкий, заболоченный, поросший осокой пузырчатой, таволгой вязолистной, сусаком зонтичным, тростником обыкновенным, рогозом широколистным, камышом озёрным, стрелолистом, гравилатом речным. Западные берега на 95 % поросли дубом, берёзой и ивой.
Акватория озера на 50 % покрыта надводной растительностью, на 20 % — плавающей и на 5 % — погруженной. Значительно распространена кубышка жёлтая, занимающая значительную часть поверхности воды в центральной и северной частях озера. Также озеро является местом произрастания кувшинки белоснежной., занесённой в Красную книгу Владимирской области.
Озеро является местом обитания русской выхухоли — полуводного зверька, занесённого в Красную книгу России
В государственный кадастр недвижимости были внесены сведения о границах памятника природы регионального значения «Фрязинская старица», как зона с особыми условиями использования территорий, с учётным номером 33.11.2.125.